# 2025
2025. је проста година која је почела у среду. 2025. је двадесет и пета година 3. миленијума, двадесет и пета година 21. века и шеста година 2020-их.

## Догађаји

### Јануар
- 1. јануар:
  - Бугарска и Румунија су се придружиле Шенгенској зони.[1]
  - Дванаест особа убијено на Цетињу. Полиција пронашла Аца Мартиновића, осумњиченог за масакр.[2]
  - У нападу камионетом на масу људи на улици у Њу Орлеансу убијено је 16 људи а више од 36 је рањено.[3]
- 3. јануар:
  - Братислав Живковић, српски добровољац у руским редовима, погинуо је у борбама у Курској области у близини места Ивановское након украјинског артиљеријског напада система ХИМАРС.[4]
- 4. јануар:
  - Репортер листа „Известија“ Александар Мартемјанов је погинуо, док су дописници РИА Новости Максим Ромањенко и Михаил Кевхијев и још троје запослених у медијима рањени у нападу украјинског дрона на цивилни аутомобил на аутопуту Доњецк-Горловка.[5]
  - Аустријски канцелар Карл Нехамер (ОВП) је прекинуо преговоре са СПО и поднео оставку на место канцелара.[6]
- 5. јануар:
  - Оружане снаге Украјине започеле су око 9 сати ујутру већи контранапад у свим правцима у Курској области.[7]
- 6. јануар:
  - Индонезија се званично придружила БРИКС-у као пуноправна чланица.[8]
  - Председник Аустрије Александер Ван дер Белен дао је мандат за формирање коалиционе владе десничарској „Слободарској партији Аустрије“.[9]
  - Џастин Трудо објавио да ће поднети оставку на месту лидера Либералне партије и премијера Канаде.[10]
  - Амерички Конгрес је сертификовао победу Доналда Трампа на председничким изборима одржаним 5. новембра 2024. године.[11]
  - Амерички председник Доналд Трамп предложио је да се Канада придружи САД као 51. држава након најаве предстојеће оставке Џастина Трудоа.[12]
- 7. јануар:
  - Земљотрес јачине 7,1 степени Рихтера погодио је град Шигаце на Тибету у ком је погинуло 126 људи.[13]
  - У низу шумских пожара у јужној Калифорнији (САД), 11 особа је страдало и 180000 је евакуисано.[14]
- 8. јануар:
  - Новоизабрани Амерички председник Доналд Трамп изјавио је да жели да од Данске купи арктичко острво Гренланд, а да у случају одбијања данске владе ће преузети острво силом што је изазвало бурне реакције у ЕУ.[15]
- 9. јануар:
  - Активисти Градског одбора СНСД Добој су поводом Дана Републике, на ауто-путу 9. јануар развили заставу Српске дужине 33 метра, који симболизује 33. рођендан Републике.[16]
  - Либански парламентарци у другом кругу изабрали су генерала Џозефа Ауна за 14. председника земље на мандат од шест година.[17]
- 10. јануар:
  - САД увеле санкције српској нафтној компанији НИС.[18]
- 12. јануар:
  - У другом кругу избора у Хрватској актуелни председник Зоран Милановић је освојио 74,68 одсто гласова (или 1.122.859), а Приморац 25,32 одсто гласова (380.752).[19]
  - У експлозији на бензинској станици у јеменској централној провинцији Ал Бајда погинуло је најмање 17 људи, а 67 је повређено.[20]
- 15. јануар:
  - Јужнокорејски истражитељи ухапсили су председника Јун Сук Јола ради испитивања услед оптужби да је предводио побуну.[21]
  - Постигнут споразум о прекиду ватре у Појасу Газе између Израела и Хамаса.[22]
- 17. јануар:
  - Руски лидер Владимир Путин и председник Ирана Масуд Пезешкијан потписали су споразум о свеобухватном стратешком партнерству две земље.[23]
- 19. јануар:
  - Прекид ватре у Гази између Израела и Хамаса ступио је на снагу.[24]
- 20. јануар:
  - Доналд Трамп инаугурисан за 47. председника САД.[25]
  - Амерички председник Доналд Трамп је потписао укидање 78 извршних декрета који је увео његов претходник Џо Бајден међу којима и извршну наредбу којом се суспендује америчка помоћ другим земљама на 90 дана како би проценио усклађеност програма са спољном политиком САД.[26]
  - Доналд Трамп је потписао извршну уредбу о повлачењу из Светске здравствене организације.[27]
- 21. јануар:
  - Најмање 76 људи је погинуло, а стотине је повређено у пожару који је захватио хотел у познатом турском ски центру Болуу.[28]
- 22. јануар:
  - Председник САД Доналд Трамп је потписао декрет о затварању јужне границе САД са Мексиком и уредбу којом се мексички картели означавају страним терористичким организацијама.[29]
- 28. јануар:
  - Премијер Србије Милош Вучевић поднео оставку на ту функцију.[30]
- 29. јануар:
  - Путнички авион у којем су биле 64 особе се сударио са војним хеликоптером Блек Хок који је превозио три војника и срушио у реку Потомак док је покушавао да слети на аеродром „Роналд Реган” у близини Вашингтона. У несрећи није било преживелих.[31][32]

## Смрти

### Јануар
- 1. јануар:
  - Игор Познич, југословенски и словеначки фудбалер (*1967)
  - Чед Морган, аустралијски кантри певач и гитариста (*1933)
- 2. јануар — Агнес Келети, мађарско-израелска гимнастичарка (*1921)
- 3. јануар:
  - Ла Чунга, шпанска и ромска плесачица фламенка и сликарка наивне уметности (*1938)
  - Стипица Калођера, југословенски и хрватски композитор, аранжер, диригенат и продуцент (*1934)
  - Братислав Живковић, српски добровољац на руској страни у рату у Украјини (*1975)
- 4. јануар:
  - Ана Глигић, српска и југословенска вирусолошкиња (*1934)
  - Золтан Халмоши, мађарски фудбалер и тренер (*1947)
- 5. јануар:
  - Горанка Матић, српска историчарка уметности и фотографкиња (*1949)
  - Костас Симитис, грчки политичар, лидер (ПАСОК)-а и председник владе Грчке (1996−2004) (*1936)
- 6. јануар — Душан Маравић, српски фудбалер и репрезентативац Југославије (*1939)
- 7. јануар:
  - Милорад Милинковић, српски редитељ, сценариста, глумац и публициста (*1965)
  - Жан-Мари ле Пен, француски националистички политичар (*1928)
- 14. јануар:
  - Срђан Дедић, српски филмски и позоришни глумац (*1955)
  - Драган Роквић, српски публициста и књижевник (*1961)
- 15. јануар — Дејвид Линч, амерички редитељ, сценариста, продуцент, музичар, писац и глумац (*1946)
- 16. јануар — Џоун Плаурајт, енглеска глумица (*1929)
- 17. јануар:
  - Денис Лоу, шкотски фудбалер (*1940)
  - Пунсалмаџин Очирбат, монголски политичар и председник Монголије (1990−1997) (*1942)
- 19. јануар — Слободан Пуро Ђурић, црногорски сликар, градоначелник Цетиња (1984-1989) и културни стваралац (*1935)
- 20. јануар —  Пожар у старачком дому у Великом Борку се  догодио у насељу Велики Борак у београдској општини Барајево. Страдало је једанаест корисника дома, док је њих четири повређено.
- 21. јануар — Маурисио Фунес, салвадорски политичар и председник Ел Салвадора од 2009. до 2014. године (*1959)
- 23. јануар — Васо Микан, пуковник Војске Републике Српске (*1943)
- 25. јануар:
  - Архиепископ тирански Анастасије, архиепископ Тиране, Драча и целе Албаније од 1992. до 2025 (*1929)
  - Дражен Далипагић, југословенски кошаркаш и српски тренер (*1951)
- 27. јануар — Марјан Хластец, југословенски и словеначки филмски и позоришни глумац (*1936)
- 30. јануар:
  - Вера Бердовић, српска оперска певачица (*1941)
  - Зоран Јакшић, српски научник, писац научне фантастике и преводилац (*1960)
  - Димитрије Миленковић, српски књижевник (*1935)

### Фебруар
- 1. фебруар — Хорст Келер, немачки политичар и председник Немачке (2004–2010) (*1943)
- 2. фебруар — Игор Бојовић, српски драмски писац, драматург и сценариста (*1969)
- 3. фебруар — Теофил Панчић, српски новинар, колумниста и критичар (*1965)
- 5. фебруар — Дејан Матић, српски глумац и позоришни уметник (*1963)
- 7. фебруар:
  - Тони Робертс, амерички позоришни, филмски и ТВ глумац (*1939)
  - Меџикал Пауер Мако, јапански авангардни музичар и композитор (*1954)
- 8. фебруар — Сем Нујома, председник Намибије, од 1990. до 2005. године (*1929)
- 12. фебруар:
  - Драгољуб Војнов, српски филмски епизодни глумац, продуцент и професор (*1947)
  - Бетси Аракава, америчка класична пијанисткиња (*1959)
- 13. фебруар — Јанош Дунаи, мађарски фудбалер (*1937)
- 15. фебруар — Мухсин Хендрикс, јужноафрички имам, исламски учењак и ЛГБТ активиста (*1967)
- 19. фебруар — Градимир Стојковић, српски књижевник (*1947)
- 18. фебруар - Џин Хекман, амерички глумац и писац (*1930)
- 20. фебруар — Питер Џејсон, амерички позоришни, филмски, ТВ и гласовни глумац и продуцент (*1944)
- 21. фебруар — Милан Распоповић, српски физичар и дугогодишњи директор Математичке гимназије у Београду (*1936)
- 24. фебруар:
  - Френк Џеј Визнер, амерички дипломата (*1938)
  - Роберта Флек, америчка певачица (*1937)
- 26. фебруар:
  - Бетси Аракава, америчка класична пијанисткиња (*1959)
  - Остоја Ђукић, српски педагог, филозоф, социолог, журналиста и универзитетски професор (*1947)
  - Милош M. Радовић, српски писац, драматург, телевизијски и филмски сценариста, уредник у Играном програму РТС (*1953)
  - Мишел Трахтенберг, америчка глумица (*1985)
- 27. фебруар — Борис Спаски, руски шаховски велемајстор (*1937)

### Март
- 1. март:
  - Саша Поповић, српски предузетник, телевизијски водитељ и музичар (*1954)
  - Тулио Ланесе, италијански фудбалски судија и председник Удружења италијанских судија (*1947)
- 10. март — Љубомир Катић, југословенски и српски кошаркаш и кошаркашки тренер (*1934)
- 12. март — Брус Главер, амерички позоришни, филмски и ТВ глумац (*1932)
- 13. март:
  - Радиша Илић, српски фудбалски голман (*1977)
  - Софија Губајдулина, совјетска и европска композиторка (*1931)
  - Антим Русас, митрополит солунски (*1934)
- 14. март — Немања Поповић, српски рударски стручњак и универзитетски професор (*1936)
- 15. март — Вингс Хаузер, амерички позоришни, филмски и ТВ глумац, сценариста и повремени редитељ (*1947)
- 16. март:
  - Андреј Ђорђијески, македонски музичар (*1982)
  - Милорад Комраков, српски новинар (*1955)
- 17. март — Бранислава Перуничић, емеритус професор аутоматике на Универзитету у Сарајеву (*1936)
- 18. март — Стана Савић, српска педијатрица (*1935)
- 19. март:
  - Андрија Делибашић, црногорски фудбалски тренер и фудбалер (*1981)
  - Надежда Гаће, југословенска и српска новинарка (*1950)
- 20. март — Еди Џордан, оснивач и власник тима Формуле 1 (*1948)
- 21. март:
  - Олег Гордијевски, руско-британски дупли шпијун (*1938)
  - Џорџ Форман, амерички боксер (*1949)
- 22. март — Франческо Беноцо, италијански филолог и музичар (*1969)
- 23. март — Михаило Војводић, српски историчар, универзитетски професор и члан САНУ (*1938)
- 24. март — Радивој Шајтинац, српски књижевник (*1949)
- 25. март:
  - Хуан Агилера, шпански тенисер (*1962)
  - Шинода Масахиро, јапански редитељ (*1931)
- 26. март — Ник Лалић, аустралијски политичар српског порекла (*1945)
- 27. март — Ото Толнаи, српски и мађарски писац, уредник и књижевни преводилац (*1940)
- 29. март — Ричард Чемберлен, амерички глумац (*1934)
- 30. март — Маринко Колнаго, југословенски и хрватски музичар (*1942)

### Април
- 1. април:
  - Вал Килмер, амерички глумац (*1959)
  - Бојана Андрић, српска и југословенска драматуршкиња, сценаристкиња, телевизијска уредница, ауторка и редитељка (*1944)
  - Алфи Кабиљо, југословенски и хрватски композитор и музичар (*1935)
- 2. април — Хамтај Сифандон, лаошки политичар, премијер (1991–1998) и председник Лаоса (1998–2006) (*1924)
- 3. април — Здравко Печар, словеначки и југословенски бацач диска (*1950)
- 4. април — Амаду Багајоко, малијски вокалиста и гитариста (*1954)
- 8. април:
  - Обрад Стевановић, генерал-потпуковник полиције Србије (*1953)
  - Војин Кајганић, југословенски и српски филмски и позоришни глумац (*1949)
- 9. април — Мел Новак, амерички глумац српског порекла (*1934)
- 10. април:
  - Маријан Јантољак, југословенски и хрватски фудбалски голман и фудбалски тренер (*1940)
  - Лео Бенхакер, холандски фудбалски тренер (*1942)
- 11. април — Макс Ромео, јамајчански реге музичар (*1944)
- 13. април:
  - Џин Марш, британска глумица (*1934)
  - Марио Варгас Љоса, перуански романописац, новинар, есејиста, универзитетски професор и нобеловац (2010) (*1936)
- 14. април — Филип Давид, јеврејско-српски књижевник, есејиста, драматург и сценариста (*1940)
- 17. април — Љубомир Симовић, српски књижевник, преводилац и академик САНУ (*1935)
- 18. април — Никола Покривач, хрватски фудбалер (*1985)
- 19. април — Срђан Тодоровић, српски политичар из БиХ (*1980)
- 20. април — Недељко Шиповац, српски политичар и министар (*1942)
- 21. април — Папа Фрања, врховни поглавар Римокатоличке цркве (*1936)
- 22. април — Зураб Церетели, руски и грузијски уметник, вајар и академик (*1934)
- 23. април — Фуад Мебаза, тунишки политичар и вршилац дужности председника Туниса (2011) (*1933)
- 25. април:
  - Мирјана Миочиновић, српска театролошкиња, преводитељка и универзитетска професорка (*1935)
  - Гостимир Поповић, пуковник Војске Републике Српске (*1949)
- 26. април — Анђелка Миливојевић Тадић, српска филмска, телевизијска и позоришна глумица (*1964)
- 28. април — Џејн Гардам, енглески писац белетристике за децу и одрасле (*1928)
- 30. април — Ина Канабаро Лукас, бразилска монахиња, часна сестра и суперстогодишњакиња (*1908)

### Мај
- 1. мај — Маноло, шпански фудбалски навијач (*1949)
- 4. мај — Зоран Здравковић, српски композитор, гитариста, текстописац и фронтмен групе Краљевски апартман (*1955)
- 5. мај — Луис Галван, аргентински фудбалер (*1948)
- 6. мај — Каћуша Јашари, албанска политичарка (*1946)
- 7. мај:
  - Џо Дон Бејкер, амерички филмски и телевизијски глумац (*1936)
  - Ерол Кадић, српски филмски глумац и редитељ (*1955)
- 8. мај — Дејвид Саутер, амерички правник и судија (*1939)
- 9. мај:
  - Милорад Мирчић, српски политичар (*1956)
  - Драган Лабовић, српски кошаркаш (*1987)
- 11. мај — Роберт Бентон, амерички филмски редитељ и сценариста (*1932)
- 12. мај — Недим Ђухерић, југословенски и босанскохерцеговачки глумац и редитељ (*1942)
- 13. мај — Хосе Мухика, уругвајски политичар, герилски борац и председник Уругваја (2010-2015) (*1935)
- 14. мај — Арсеније Јовановић, српски редитељ, сценариста и преводилац (*1932)
- 15. мај — Душан Вујовић, српски политичар, економиста и универзитетски професор (*1951)
- 19. мај — Милан Блануша, српски сликар (*1943)
- 20. мај:
  - Чан Дик Лионг, вијетнамски политичар и председник Вијетнама (1997-2006) (*1937)
  - Нино Бенвенути, италијански боксер (*1938)
  - Џорџ Вент, амерички глумац, редитељ, продуцент и комичар (*1948)
- 21. мај:
  - Аластер Макинтајер, британски филозоф (*1929)
  - Раде Верговић, српски сликар и глумац (*1939)
- 22. мај — Весна Томајек, српска и југословенска рукометашица (*1962)
- 26. мај — Мухамед ез Зентани, либијски политичар (*1937)
- 28. мај:
  - Карољ Лапиш, мађарски патолог, академик и инострани члан САНУ (*1926)
  - Џорџ Смит, амерички физичар, научник, коинвентор ЦЦД сензора и нобеловац (*1930)
  - Нгуги ва Тионго, кенијски писац (*1938)
- 31. мај — Тереза Кочиш, српска гимнастичарка (*1934)

### Јун
- 2. јун — Иван Станчић, југословенски и хрватски музичар, продуцент и академски сликар (*1953)
- 3. јун — Јошка Броз, српски политичар (*1947)
- 4. јун — Осте Ерцег, српски сликар (*1947)
- 6. јун — Дитрих Х. Велте, немачки геолог и академик (*1935)
- 7. јун — Милка Подруг Кокотовић, југословенска и хрватска филмска и позоришна глумица (*1930)
- 8. јун — Матија Дедић, хрватски и српски музичар (*1973)
- 9. јун — Фредерик Форсајт, енглески романописац, новинар, сценариста, продуцент и војни пилот (*1938)
- 10. јун:
  - Харис Јулин, амерички филмски, телевизијски и позоришни глумац (*1937)
  - Бујар Букоши, албански уролог и политичар (*1947)
  - Славиша Ђурковић, југословенски и српски фудбалер (*1968)
- 11. јун:
  - Момо Пићурић, црногорски телевизијски и позоришни глумац (*1947)
  - Петар Милошевић, пуковник Војске Републике Српске и ратни командант Требавске бригаде (*1943)
  - Брајан Вилсон, амерички музичар, текстописац, певач и музички продуцент (*1942)
- 14. јун — Виолета Чаморо, председница Никарагве (1990-1997) (*1929)
- 17. јун:
  - Кисмо Лесмо, српски репер
  - Бернар Лакомб, француски фудбалер (*1952)
  - Гејлард Сартејн, амерички филмски, позоришни и телевизијски глумац (*1946)
- 18. јун — Димитрије Бјелица, српски шаховски мајстор ФИДЕ, шаховски писац и новинар (*1935)
- 20. јун — Франсис Грејам-Смит, енглески астроном (*1923)
- 21. јун — Радисав Радојковић, српски филмски и позоришни глумац (*1937)
- 22. јун:
  - Зоран Ковачевић, српски биохемичар и академик САНУ (*1935)
  - Жижа Стојановић, српска филмска, позоришна и телевизијска глумица (*1930)
- 23. јун — Милан Јовановић Пинки, српски репер и кошаркаш (*1978)
- 25. јун — Сергеј Ферари, југословенски и словеначки глумац (*1933)
- 26. јун — Лало Шифрин, аргентински џез пијаниста, диригент и композитор (*1932)
- 27. јун:
  - Драгољуб Ацковић, српски и ромски етнолог, политиколог, књижевник и доктор ромолошких наука (*1952)
  - Иљана Силај, румунско-мађарска атлетичарка (*1941)
- 28. јун — Гојко Варда, српски архитекта унутрашње архитектуре, дизајнер и педагог (*1936)
- 29. јун — Петар Мошић, српски сликар (*1981)

### Јул
- 2. јул — Џулијан Макман, аустралијски глумац (*1968)
- 3. јул:
  - Диого Жота, португалски фудбалер (*1996)
  - Мајкл Медсен, амерички глумац (*1957)
- 10. јул — Радомир Дамњановић Дамњан, српски сликар и концептуални уметник (*1935)
- 12. јул — Александар Чиликов, црногорски историчар умјетности (*1950)
- 13. јул:
  - Мухамаду Бухари, генерал-мајор, војни вођа Нигерије и њен седми председник (*1942)
  - Тима Џебо, југословенска и босанскохерцеговачка кошаркашица (*1963)
- 14. јул — Чедомир Петровић, српски и југословенски глумац, режисер и писац (*1949)
- 15. јул — Пинар Кур, турска књижевница и преводилац (*1943)
- 16. јул — Владимир Гоати, српски публициста, аналитичар, политиколог и професор политичких (*1939)
- 17. јул — Феликс Баумгартнер, аустријски падобранац (*1969)
- 18. јул — Хитоми Обара, јапанска рвачица (*1981)
- 19. јул — Јосип Пејаковић, југословенски и босанскохерцеговачки филмски глумац и драмски писац (*1948)
- 22. јул:
  - Ози Озборн, британски певач и текстописац (*1948)
  - Новак Кондић, српски универзитетски професор, доктор економских наука и политичар (*1952)
- 24. јул — Халк Хоган, амерички глумац, рвач и рок басиста (*1953)
- 27. јул — Челсо Вали, италијански композитор, диригент, аранжер и продуцент плоча (*1950)
- 28. јул — Лаура Далмајер, немачка биатлонка (*1993)
- 29. јул — Младен Јагушт, српски диригент (*1924)

### Август
- 2. август — Грујо Борић, генерал-потпуковник Војске Републике Српске (*1938)
- 4. август — Талгат Мусабајев, казашки тест пилот и космонаут (*1951)
- 5. август:
  - Јон Илијеску, румунски политичар и председник Румуније (1989-1996; 2000-2004) (*1930)
  - Франк Мил, немачки фудбалер (*1958)
  - Жорже Кошта, португалски фудбалер и тренер (*1971)
  - Зоран Спасојевић, српски писац (*1949)
- 6. август:
  - Ђорђе Андријашевић, југословенски и српски кошаркаш и кошаркашки тренер (*1931)
  - Сулејман Обеид, палестински фудбалер (*1984)
- 7. август:
  - Немања Ђурић, југословенски и српски кошаркаш и кошаркашки тренер (*1936)
  - Џим Лавел, амерички астронаут и капетан Америчке ратне морнарице (*1928)
- 9. август:
  - Махмуд Фаршчијан, ирански мајстор персијског сликарства и минијатуре (*1930)
  - Томислав Маринковић, српски песник (*1949)
- 10. август — Кунишиге Камамото, јапански фудбалер (*1944)
- 11. август:
  - Габи Новак, југословенска и хрватска певачица забавне музике (*1936)
  - Бене Капоста, мађарски фудбалер (*1942)
- 12. август — Оља Грастић, југословенска и српска филмска и позоришна глумица (*1934)
- 16. август — Ден Тана, српски и амерички угоститељ, спортски радник, филмски глумац и продуцент (*1935)
- 17. август — Теренс Стамп, британски глумац (*1938)

## Нобелове награде
- Физика —
- Хемија —
- Медицина —
- Књижевност —
- Мир —
- Економија —